# Zsigmondy Richárd
Richard Adolf Zsigmondy magyarul Zsigmondy Richárd  (Bécs, 1865. április 1. – Németország, Göttingen, 1929. szeptember 23.) magyar származású osztrák kémiai Nobel-díjas (1925) vegyész, a kolloidkémia kiemelkedő alakja, Zsigmondy Adolf fia. Saját magát osztráknak vallotta, bár származása szerint magyar gyökerekkel rendelkezett.

## A családja
Édesapja dr. Zsigmondy Adolf Bécsbe települt magyar fogorvos volt, sok sebészeti műszer feltalálója, aki gyerekeit a természettudományokkal is megismertette. Édesanyja Irma von Szakmary (Szakmáry Irma) költőnő, a gyerekeit a természet és a művészet szeretetére nevelte. Nagybátyja, Zsigmondy Vilmos bányamérnök, az MTA tagja. Bátyja, Zsigmondy Emil híres hegymászó.
Felesége Laura Lujza Müller (1903-ban házasodott össze vele), a jénai Wilhelm Müller professzor lánya. Két lányuk született: Annemarie és Käthe.

## Élete és munkássága
Már korán a fizika és kémia iránt érdeklődött, Stoeckhardt „A kémia iskolája” című könyvét tanulmányozta, és otthon, a saját maga által berendezett kis laboratóriumában kísérleteket folytatott a könyv alapján. Szintén érdekelték Roscoe-Schorlemmer és Berzelius könyvei. Egyetemi tanulmányait E. Ludwig professzornál végezte a Bécsi Orvosi Egyetemen, majd szintén Bécsben, a Műszaki Főiskolán (Technische Hochshule) folytatta.
1887-ben Münchenbe ment, és szerves kémiát tanult W. von Miller professzornál.
1890-ben szerezte meg doktori címét (doktori disszertációjának címe: Beiträge zur Synthese von Indenderivaten, München). Ezután a fizikus Kundt professzor analitikusa lett Berlinben. Itt kezdte meg a kolloid fémszolok, ezen belül is a kolloid aranyszol kutatását. 1893-ban Grazban a Műszaki Főiskola magántanára lett. Ez alatt az időszak alatt kutatást folytatott a rubinüveggel. 1897 és 1907 között a Jénai Egyetem magántanára és a Schott üveggyár tudományos munkatársa volt. 
1897-ben folytatta kutatásai a kolloid aranyszol területén. Megállapította, hogy az aranyszol színe a diszperzitásfoktól függ. Eljárásokat dolgozott ki, a Cassius-bíbor néven ismertté vált jelenséget is megmagyarázta. Kutatásait a világhírű jénai gyárban is tudományos munkatársként végezhette, hiszen megállapítása az üveg és porcelángyártásban is hasznosítható volt. 1900-tól Jénában, magánlaboratóriumában folytatta kutatásait.
1903-ban szerkesztette meg az ultramikroszkópot H. Siedentopffal, aki a Zeiss gyár fizikusa volt. A műszer működése a Tyndall-jelenségen alapult. Ekkor tudta bizonyítani, hogy a kolloid oldatok heterogén rendszerek, és a kolloid rendszerek átmenetet képeznek a szuszpenziók és az oldatok között. 1908-tól a Göttingeni Egyetem Szervetlen Kémiai Intézetének kémiatanára.
1913-ban műszerét tökéletesítette (résultramikroszkóp), meghatározta a részecskék térfogategységre eső számát. Kutatásokat folytatott a diszperz rendszerek állandóságával kapcsolatban, vizsgálta a micellák kémiai összetételét. Tanulmányozta a géleket, a védőkolloidokat, melynek során bevezette az aranyszám fogalmát, ami a védőhatás mértékének meghatározására szolgált.
Feltalálta a membránszűrőt (1918) és az ultraszűrőt (1929), melyen baktérium nagyságú részecskéket lehetett egymástól elválasztani. 1925-ben elnyerte a kémiai Nobel-díjat „a kolloid oldatok heterogén természetének bizonyításáért és az ultramikroszkóp feltalálásáért”. A Magyar Természettudományi Közlöny nem adott hírt erről az eseményről.
A Nobel-díjjal járó összeget a göttingeni egyetem fejlesztésére fordította. Kutatásait ezután publikálta könyv alakban is, melyben veje segített. 1929 februárjában nyugdíjba vonult, majd néhány hónappal később meghalt.

## Emlékezete

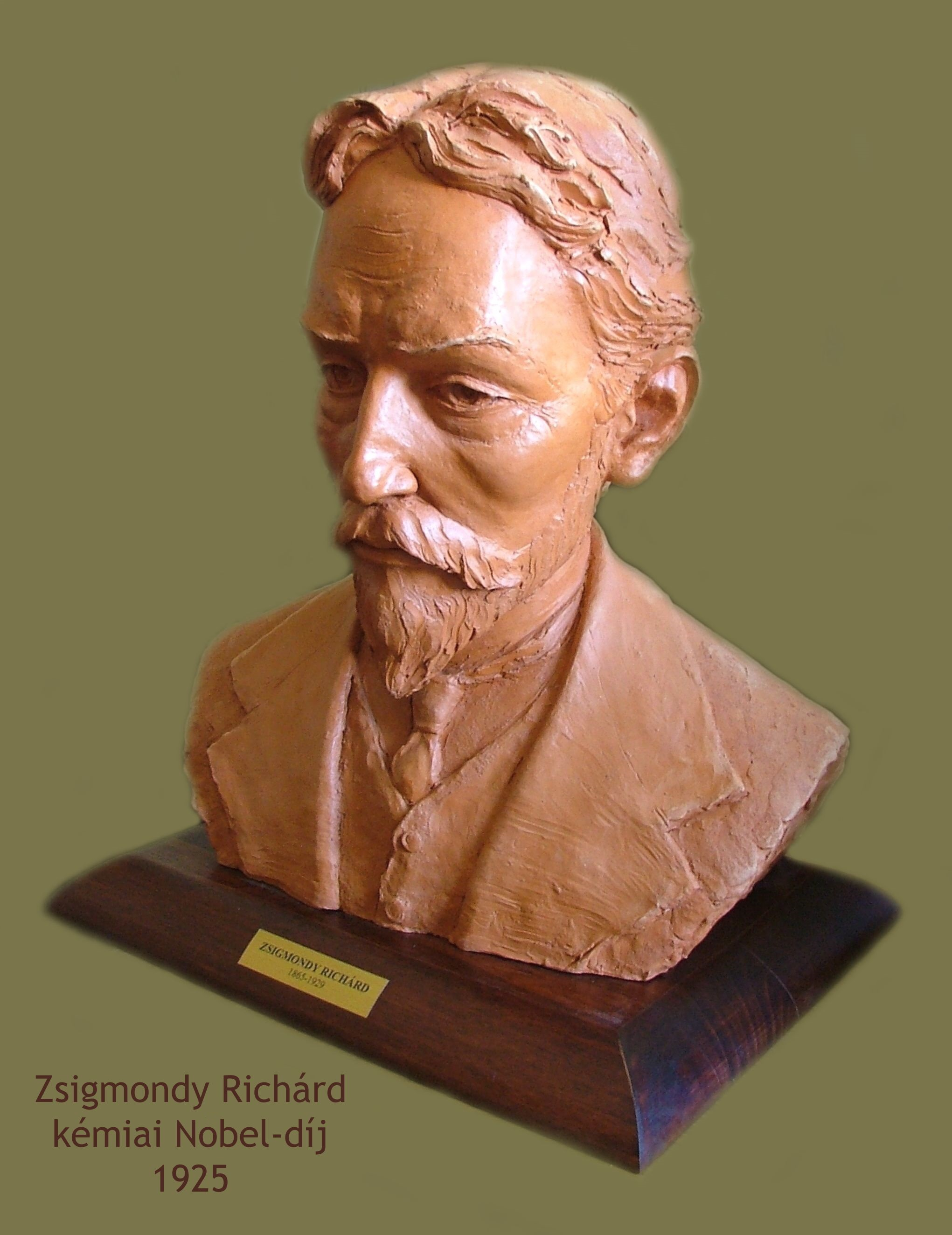
Zsigmondy Richárd terrakotta mellszobra (Juha Richárd alkotása)

A Holdon található Zsigmondy krátert róla nevezték el.

## Főbb munkái
- Zur Erkenntnis der Kolloide (1905)
- Kolloidchemie (1925)
- Kolloidforschung in Einzeldarstellungen (P. A. Thiessennel el közösen)  I – II. (1925)
- Über feinporige und neue Ultra filter (Zeitschr. f. angewandte Chemie, 1926)

## További információ
- Magyarokról elnevezett kráterek a Holdon – Zsigmondy kráter